# Stephen M. Larson
Pour les articles homonymes, voir Larson.
Stephen M. Larson est un planétologue américain.

## Biographie
Larson est planétologue au Lunar and Planetary Laboratory de l'université de l'Arizona aux États-Unis. Il est renommé pour son travail sur les comètes, Larson numérisa dans les années 1980 des photographies du passage de la comète de Halley de 1910 dans le but de mettre en évidence de nouveaux détails sur la nature des composants de la queue de la comète.
Il fut également moteur dans l'organisation des Near Nucleus Studies du programme International Halley Watch. Son programme de surveillance des comètes par spectroscopie et imagerie continue à révéler des aspects intéressants sur les phénomènes cométaires.
Avec John W. Fountain, il démontra avec justesse l'existence du 11e satellite de Saturne (Épiméthée) et calcula sa période de révolution avant que les nombreuses données de 1980 purent clarifier de façon significative les données confuses présentées en 1966, alors que les anneaux de Saturne étaient dans le plan d'observation.
Il a laissé son nom aux deux comètes périodiques numérotées 250P/Larson et 261P/Larson, aux comètes non numérotées P/2007 R1 (Larson), P/2007 V1 (Larson) et P/2014 E1 (Larson) et à la comète non périodique C/2009 F1 (Larson).
L'astéroïde (3690) Larson est nommé d'après lui.